# كاسيل لوراني
كاسيل لوراني ( لوديجيانو : Le Casèle ) هي كومونا (بلدية) تقع في مقاطعة لودي في منطقة لومباردي الإيطالية ، وتقع على بعد حوالي 20 كيلومتر (12 ميل) جنوب شرق ميلانو وحوالي 13 كيلومتر (8.1 ميل) غرب لودي .
يحد كاسيل لوراني البلديات التالية: باسكيب , كاساليتو لوديجيانو, ساليرانو سول لامبرو, كاسيراغا , فيداردو, فاليرا فارتا, مارودو.